# Mont-d'Astarac
Mont-d'Astarac is een gemeente en dorp (fr.commune) in het Franse departement Gers (regio Occitanie). De commune telt 96 inwoners (2009). De plaats maakt deel uit van het kanton Masseube in het arrondissement Mirande.

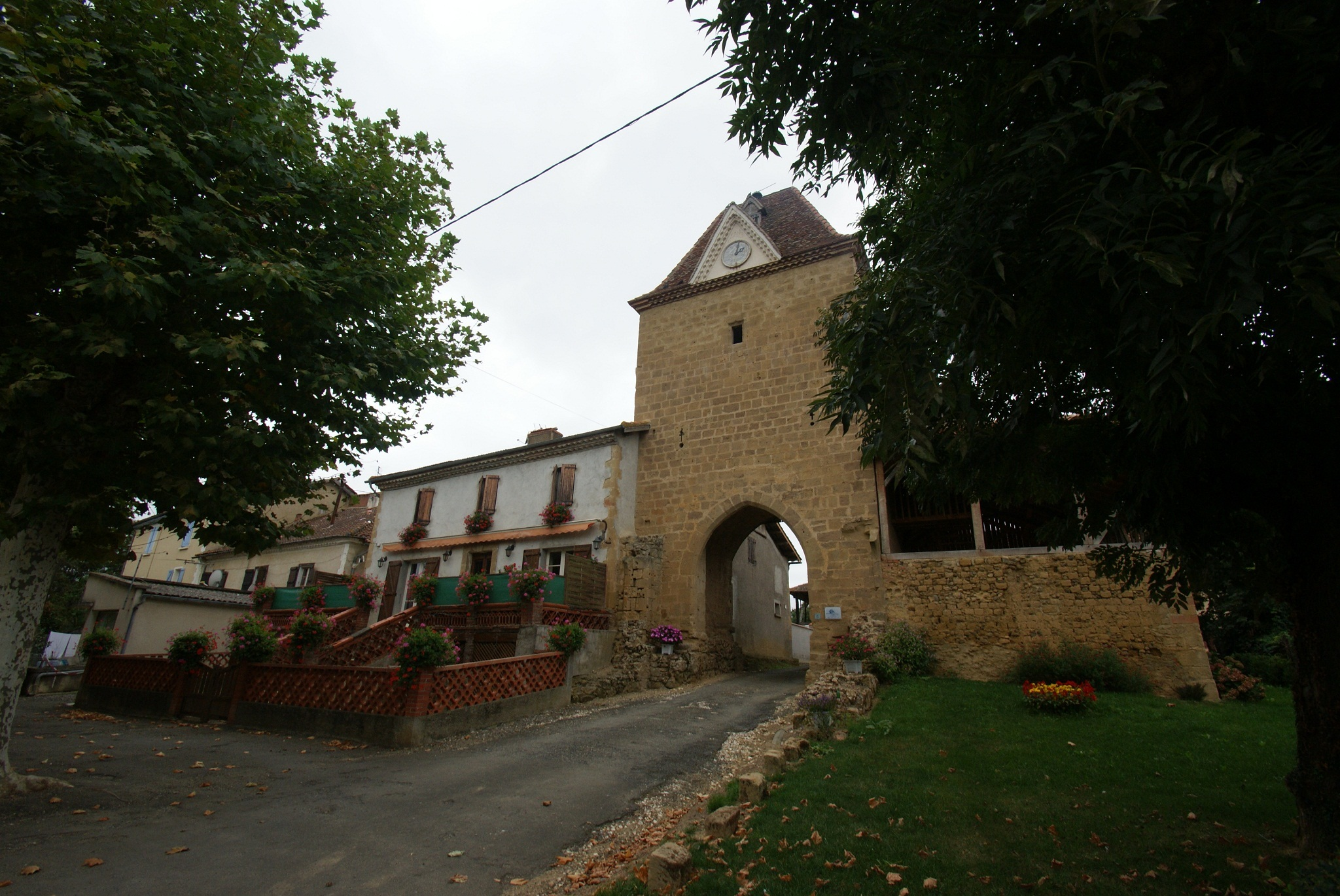
Gerestaureerde stadspoort en toren.

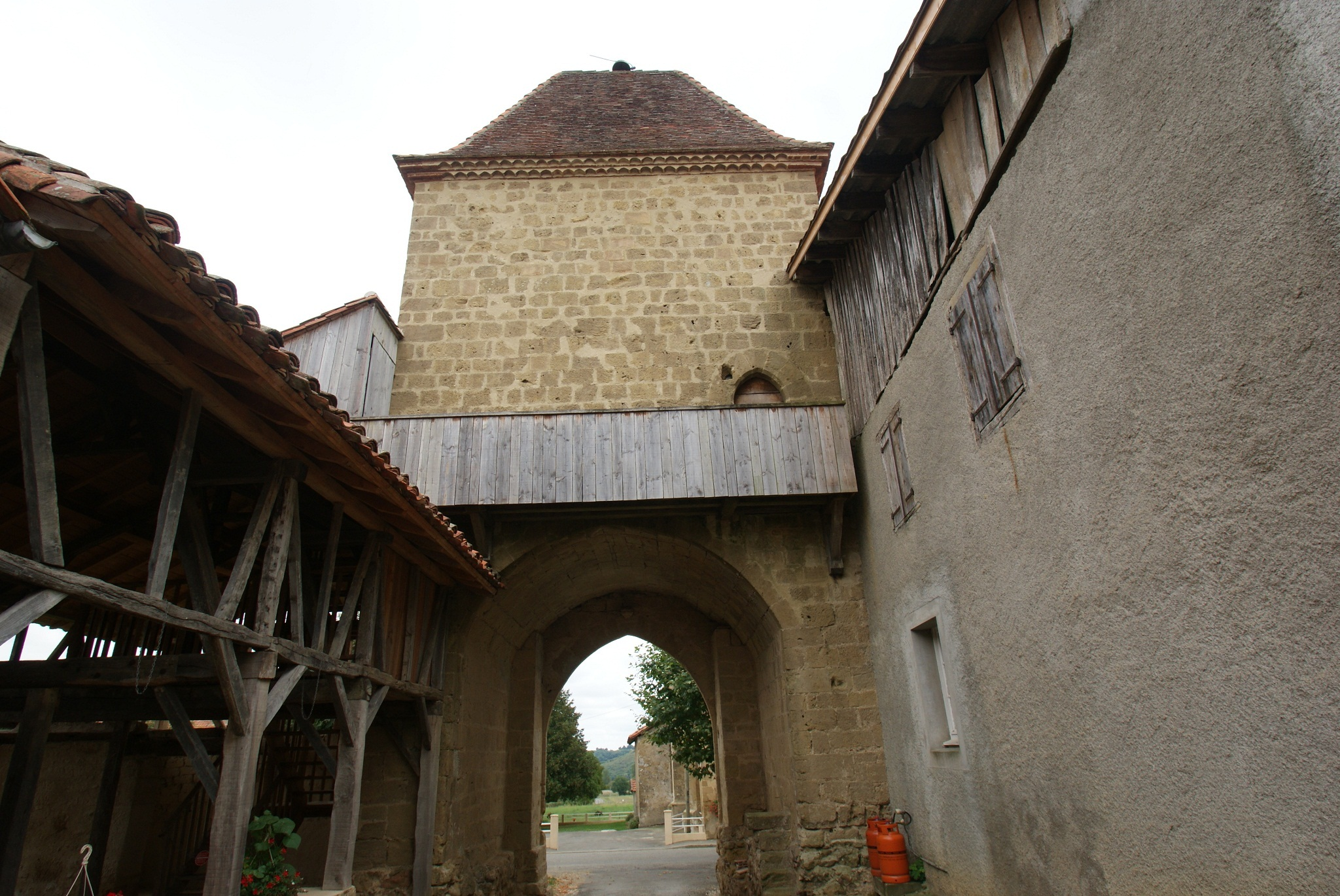
De stadspoort van de binnen zijde.

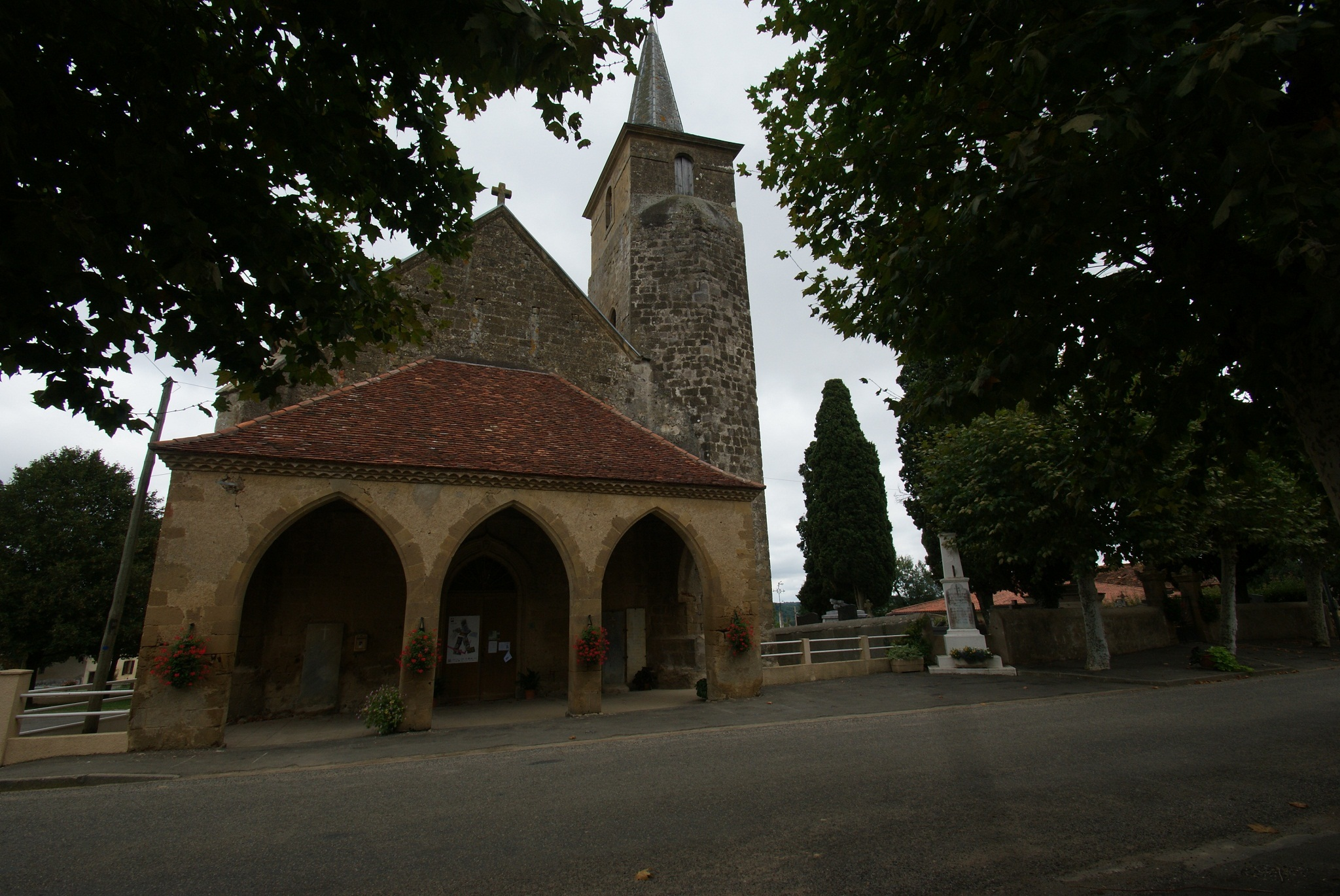
De kerk.

## Geschiedenis
In 930 was Mont-d'Astarac de eerste hoofdstad van de Astarac. Op het hoogste punt in de gemeente was het kasteel van Arnaud Garcia. Tijdens de Franse Revolutie hete het dorp enige tijd Montagnard.

## Het huidige dorp
Mont-d'Astarac is gelegen aan de D40. De D228 kruist deze weg in het dorp. De stroompjes de Gers en de Arrats de devant komen door de gemeente. Er is een gemeentehuis met gemeentelijke feestzaal. In de Sint-Laurentiuskerk zijn schilderingen uit 1490. Deze werden in 1968 ontdekt. In de gevel van deze kerk zijn diverse grafstenen gemetseld. Er is een munument voor de gevallenen in het dorp. Er zijn gerestaureerde resten van een poort met toren en delen van de stadsmuur, met daarin het jaartal 1908. Het dorp valt onder de VVV (fr. l'office de tourisme) van Masseube.

#### Geografie
De oppervlakte van Mont-d'Astarac bedraagt 7,9 km², de bevolkingsdichtheid is dus 12,2 inwoners per km².
De onderstaande kaart toont de ligging van Mont-d'Astarac met de belangrijkste infrastructuur en aangrenzende gemeenten.

#### Demografie
Onderstaande figuur toont het verloop van het inwonertal (bron: INSEE-tellingen).